# Direcția Generală pentru Prizonierii de Război și Internați
Direcția Generală pentru Prizonierii de Război și Internați,   (Главное управление по делам военнопленных и интернированных НКВД/МВД СССР, ГУПВИ| GUPVI, GUPVI NKVD SSSR/ MVD SSSR ) a fost un departament al  NKVD-ului (mai târziu al  MVD-ului) responsabil cu gestionarea situației  civililor internați și prizonierilor de război în timpul și după sfârșitul celui de-al Doilea Război Mondial  (1939-1953).  Acest departament a fost înființat în cadrul NKVD-ului cu numele de „Direcția pentru Prizonierii de Război și Internați” (UPVI)  în septembrie 1939, după invadarea Poloniei. UPVI a fost transformat în GUPVI în ianuarie 1945.
Baza legală a fost decretul Sovnarkom din 1 iulie 1941 „Reglementări privind prizonierii de război” („Положение о военнопленных”), care a fost actualizat în septembrie 1945 și a fost transformat în „Reglementări privind utilizarea muncii prizonierilor de război” (Положение о трудовом использовании военнопленных).
În multe privințe, sistemul GUPVI era similar cu cel al  GULAGului.
Funcția principală a GUPVI  a fost organizarea muncii forțate a străinilor în Uniunea Sovietică. Cadrele de conducere din GUPVI au fost transferați din sistemul GULAG-urilor. Principala diferență față de GULAG era absența deținuților de drept comun din lagărele GUPVI. În afară de această diferență, condițiile din ambele sisteme de lagăre erau foarte asemănătoare: muncă grea, hrană și condiții de viață de proastă calitate și o rată a mortalității foarte ridicate. 
O altă diferență importantă a fost aceea că din cadrul internaților în sistemul GUPVI au fost recrutați viitorii activiști pentru statele comuniste – precum Republica Democrată Germană sau Republica Populară Polonă – sau membrii diferitelor „comitete democratice” ale japonezilor, austriecilor etc.
Au fost depuse eforturi importante pentru „reformarea ideologică” (идеологическая перековка)  a muncitorilor. În acest scop, au fost create numeroase cluburi, biblioteci și stații de radio locale.
În total, în toată perioada de existență a GUPVI, au existat peste 500 de lagăre (atât pe teritoriul sovietic, cât și în afara lui), în care au fost închiși peste 4.000.000 de prizonieri. 

## Vedeți și:
- Prizonierii de război români în Uniunea Sovietică
- Masacrul de la Katyń